# Overwhelmingly Large Telescope

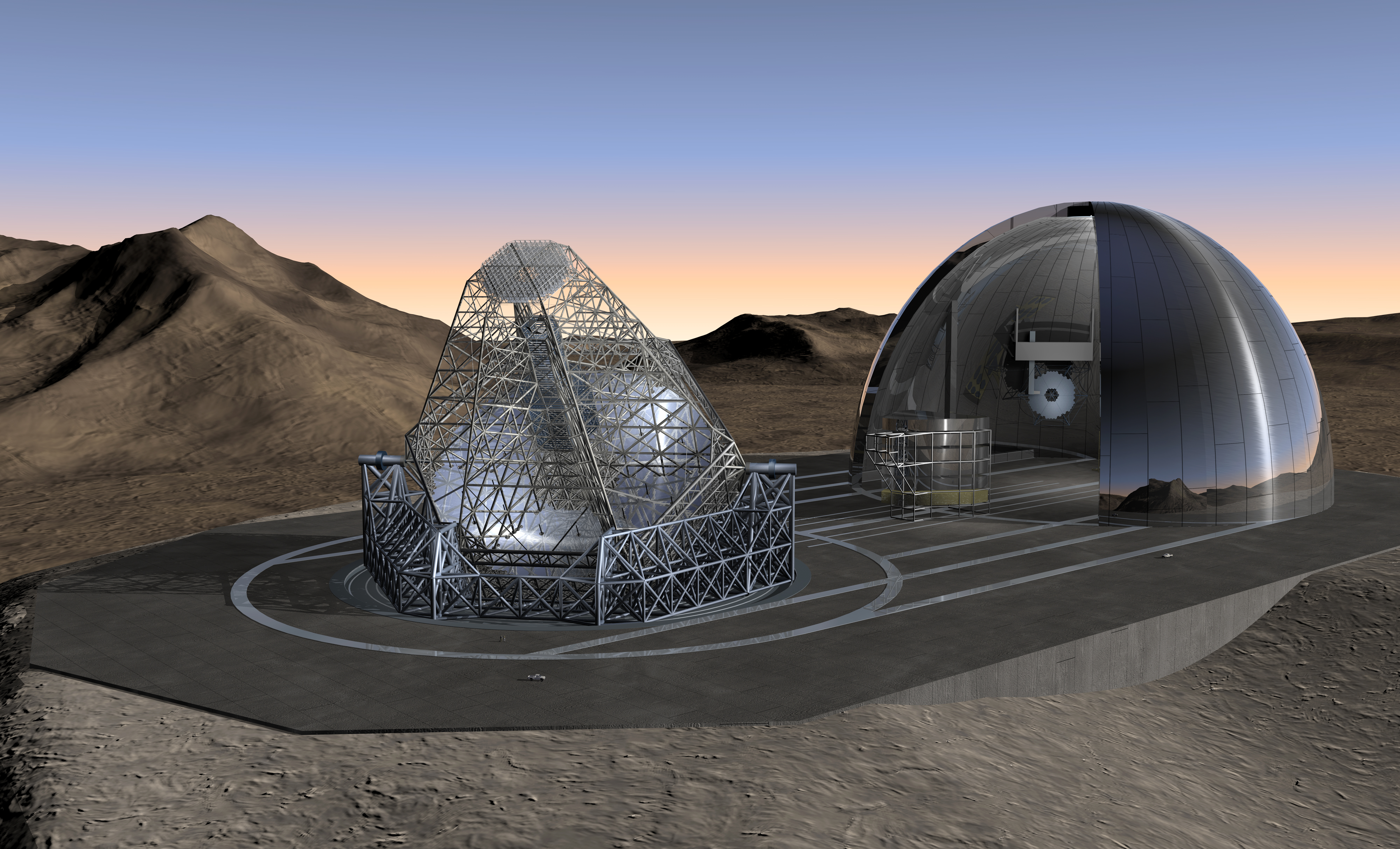
A tervezett Overwhelmingly Large Telescope

Az Overwhelmingly Large Telescope (magyarul Elsöprően Nagy Távcső, rövidítve OWL, azaz bagoly) az ESO tervezett, 100 méter (később ezt 60 méterre csökkentették) tükörátmérőjű óriástávcsöve lett volna, melynek építéséről magas ára (1,5 milliárd euró) és a nagy technikai kockázat miatt letettek, helyette, várhatóan 2017-re, a „csak” 39 méter átmérőjű EELT távcsövet tervezik megépíteni. A bonyolult optikai elrendezés 3048 szegmensből álló főtükörből és több segédtükörből állt volna (a legnagyobb 216 szegmensből álló tükör ezek közül önmagában 25 méteres átmérőjével ma a világ legnagyobb távcsőtükre lenne).
A távcső teljesítménye elképesztő lett volna: az égitesteket 38 magnitúdós fényességig lehetett volna vele érzékelni (a Hubble űrtávcsővel érzékelhetőnél mintegy 1000-szer halványabbak). Észlelhetőek lettek volna vele az Univerzum első csillagai, nyomon követhető lenne az első galaxisok felépülése, a Naprendszer égitestjeit az űrszondákéhoz mérhető felbontással lehetne tanulmányozni. A Földet a Nap körül a távcső mintegy 100 fényév távolságról tudná észlelni, ilyen sugarú gömbön belül 1000 Nap típusú csillag van. A puszta detektáláson kívül a távcső képes lenne színképük elemzésére is, lehetőség nyílna ezáltal a földön kívüli élet keresésére.

## Külső hivatkozások
- The ESO 100-m optical telescope concept
- OWL BLUE BOOK – Phase A design report